# Smart Union
Das chinesische Unternehmen Smart Union war der weltgrößte Spielwarenhersteller. Mit Sitz in der Sonderverwaltungszone Hongkong war es unter anderem Zulieferer für die Spielwarenproduzenten Mattel und Disney.
Die Holding Smart Union Group (Holdings) Limited war börsennotiert und auf den Kaimaninseln registriert.
In einer Pressemitteilung teilte das Unternehmen im Oktober 2008 die Insolvenzanmeldung mit. Die weltweite Finanzkrise ab 2007 und Skandale um Sicherheitsmängel in Spielzeugen aus Fernost haben das Unternehmen in den Ruin getrieben.